# Micheline Catty
Cet article possède un paronyme, voir Michel Catty.
Pour les articles homonymes, voir Catty (homonymie).
Micheline Catty (ou Catti) née en 1926 à Paris est une peintre et sculptrice française.

## Biographie
Elle étudie la peinture et la gravure à l’école des Beaux-Arts de Paris ainsi que la sculpture avec Ossip Zadkine à l'Académie de la Grande Chaumière. Matière et lumière sont au centre de ses recherches picturales. Sa première exposition personnelle remonte à 1950 : dès cette époque, elle signe « Catty » ; plus tard elle utilisera également le patronyme « Catti » pour certains des livres d'artistes ou expositions auxquels elle collaborera. 
En 1953, elle rencontre le poète roumain Ghérasim Luca dont elle sera la compagne pendant plus de quarante ans. Ils s'installent au 8 rue Joseph-de-Maistre, mais à la fin des années quatre-vingt, l'atelier dans lequel ils vivent (sans eau chaude ni salle de bain, et au troisième étage sous les toits) est jugé insalubre par l'administration. Ils sont alors expulsés. Pour obtenir d’être relogé, Luca se résout à être naturalisé français, épousant par la même occasion sa compagne, en 1990. Micheline Catty tournera dans trois courts-métrages de Robert Enrico dont La Rivière du hibou (1961). En 1980, elle est l'une des premières artistes à exposer à la galerie L'Usine (102, boulevard de la Villette, Paris XIXe).